# 鷲見村
鷲見村（わしみむら）はかつて岐阜県郡上郡に存在した村である。
現在の郡上市高鷲町鷲見に該当する。
村名は「わしみ」であるが、平安時代から江戸時代まではこの地域を鷲見郷といい、この場合の読み方は「すみ」である。高鷲村発足時まではこの地域（正ヶ洞、向鷲見、中切、穴洞、鷲見、西洞、切立）を鷲見郷八ヶ村と称していた。

## 歴史
- 1875年（明治8年）1月 - 鷲見村と鷲見西洞村が合併し、鷲見村となる。
- 1882年（明治15年） - 鷲見村から旧・鷲見西洞村が分立。西洞村となる。
- 1889年（明治22年）7月1日 - 町村制により、鷲見村が発足。
- 1897年（明治30年）4月1日 - 鮎立村、大鷲村、西洞村と合併し、高鷲村発足。同日鷲見村は廃止。